# 姆拉登·科什查克
姆拉登·科什查克（1936年10月16日—1997年8月3日），克罗地亚男子足球运动员，场上位置是后卫。他曾代表南斯拉夫国奥队参加1956年夏季奥林匹克运动会足球比赛，获得一枚银牌。